# Solangella meridana
Solangella meridana é uma espécie de coleóptero da tribo Eburiini (Cerambycinae); com distribuição restrita à Venezuela.

## Sistemática
- Ordem Coleoptera
  - Subordem Polyphaga
    - Infraordem Cucujiformia
      - Superfamília Chrysomeloidea
        - Família Cerambycidae
          - Subfamília Cerambycinae
            - Tribo Eburiini
              - Gênero Solangella
                - S. meridana (Bates, 1872)